# ラペル
ラペル（英: lapel）は、洋服のカラー（上襟）に続く身頃の折り返し部分。下襟とも言われる。

## ラペルの外見

### ノッチドラペル
菱形のラペルで、もっともオーソドックスな形状。背広襟ともいわれ、あらゆるシーンに対応する。シングルのスーツに多いスタイル。

### セミピークドラペル
ノッチドラペルとピークドラペルの中間

### ピークドラペル
ピークは「先のとがった」という意味で、ラペルの先端が上向きになっているのが特徴。ドレッシーなスタイルにも対応する。ダブルのスーツに多いスタイル。拝絹付きのものは燕尾服に用いられる。
ピークトラペル、剣襟ともいう。

### ローリングダウンラペル
第一ボタンの襟が折返っている襟。

### ショールカラー（へちま襟）
上衿とラペルが繋がっており、礼服に於いては拝絹(艶ありのシルク素材が多い)が有る、タキシードに用いられる襟、夜の慶事の礼服に用いられることが多い。カーディガンにも見られる。ガウンおよびスモーキングジャケットに由来する。

### マオカラー(立襟)
人民服・国民服・学生服などに似た襟、スタンドカラーのワイシャツを合わせることが多い。マオカラースーツの特徴的な衿。

## ラペルの幅
ナローラペル
細目のラペル。幅は5cm - 7.5cm程度。
レギュラーラペル
平均的なラペル。幅は8cm - 8.5cm程度。
ワイドラペル
太めのラペル、風で舞い上がらないように固く重く加工してあることもある。幅は9cm - 11cm程度だが、まれに12cmから13cmの太い幅もある。
背広のラペルの幅とワイシャツの衿の幅、ネクタイの幅を合わせると見た目が揃う。

## 語源
古英語で布の切れ端などを意味するlaeppaから来ている。

## 部位

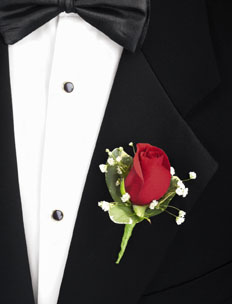
ラペルホールにBoutonnièreを付けている

ラペルホール（lapel buttonhole）、フラワーホール
ラペルの左側にある穴。社章や資格証などのピンズ、花、Boutonnièreと呼ばれる花飾りが付けられる。
起源については諸説ある。
1. 特に知られるエピソードは、ザクセン公アルバート王子が妻となるイギリス女王ヴィクトリアから花をもらった時に、スーツに穴を開けて身に着け、スーツの仕立て屋が気を利かせて、王子の全てのスーツに同様の穴をあけたことから流行ったという説。
2. 暑い時期に、首に近いボタンをはずしてラペルに固定して首周りの穴を広げる機能の名残
3. 紐のついた帽子を固定して風が強い日でも無くさないようにした説。
4. ボタンが裏側についてボタンを隠せるコートを着るための穴説